# NN-80
La carretera NN‑80 es una vía colectora secundaria ubicada en el departamento de Matagalpa. Su recorrido conecta el municipio de San Ramón con la ciudad de Matagalpa, facilitando el acceso entre zonas urbanas y rurales del centro del país.

## Trazado y cruces
| km   | Localidad / Punto     | Departamento | Conexión / Ruta |
| ---- | --------------------- | ------------ | --------------- |
| 0,0  | San Ramón             | Matagalpa    | NN 79           |
| 6,5  | Comunidad El Chompipe | Matagalpa    | Camino rural    |
| 13,8 | Matagalpa             | Matagalpa    | NIC 3           |

## Coordenadas
Uno de los tramos de la NN‑80 puede ser encontrado en las coordenadas: 12°55′00″N 85°55′00″O / 12.9167, -85.9167